# ランドベルク
ランドベルク（Landberk）は、スウェーデンのプログレッシブ・ロック/アート・ロック・バンドであり、暗くて落ち着いたトーンの音楽性が特徴であった。メロトロンを活用していることで注目に値し、彼らのメロディにおいてはギターと同じくらい重要であった。彼らはまた、1960年代のほとんど忘れられていたサイケデリック・ロック・バンド、プリーズ (Please)の曲「No More White Horses」のカバー・バージョンも録音した。

## ディスコグラフィ

### スタジオ・アルバム
- Riktigt Äkta (1992年)
- Lonely Land (1992年) ※『Riktigt Äkta』の英語ヴァージョン
- One Man Tell's Another (1994年)
- 『インディアン・サマー』 - Indian Summer (1996年)

### ライブ・アルバム
- Unaffected (1995年)

### シングル及びプロモーション盤
- "Jag Är Tiden" (1994年)
- "Dream Dance" (1995年)